# Maria Loevy
Maria Loevy, de domo Mirecka, primo voto Czarnowska pseudonimy i kryptonimy: B. Saryusz, Bolesław Saryusz, Ciotka Marynia, Jerzy Horwat, Maria Szeliga, Matylda Mahoń, Vox, Jx., M. S., M. Sz., Mar. Sz. (ur. 1854 w Jasieńcu Soleckim, zm. 2 stycznia 1927 w Chaville) – polska pisarka, poetka i publicystka.
Urodziła się w majątku rodziców, wychowywała się po śmierci ojca pod opieką matki. Uzyskała staranne wykształcenie domowe, najpierw pod kierunkiem miejscowego proboszcza ks. Józefa Czapli, potem guwernantek. Od 1870 pisała m.in. dla „Przeglądu Tygodniowego Życia Społecznego, Literatury i Sztuk Pięknych”, „Opiekuna Domowego” i „Kłosów”. W 1880 wyemigrowała do Paryża ze względu na zagrożenie spowodowane prowadzeniem tajnego nauczania. We Francji zaangażowała się w działalność ruchu feministycznego. Wydawała tam „Bulletin de l'Union Universelle des Femmes” (1890), „Revue feministe” (1895-1897) i „Ognisko” (1922-1927). Uznawana jest za pierwowzór jednej z bohaterek powieści Zaszumi las Gabrieli Zapolskiej. Uczestniczka zjazdu socjalistów polskich w Paryżu w końcu listopada 1892 roku z ramienia Gminy Narodowo-Socjalistycznej. W 1892 uczestniczyła w zjeździe założycielskim Polskiej Partii Socjalistycznej w Montrouge. Prowadząc walkę w obronie praw kobiet, pamiętała o sprawie polskiej. W czasie prześladowań dzieci polskich przez władze Królestwa Prus założyła Ligę przeciw okrucieństwu i zebrała tysiące podpisów w sprzeciwie wobec postępowania władz pruskich. 
Zmarła po kilkuletniej chorobie. Pochowana na Cmentarzu Les Champeaux w Montmorency.

## Wybrana twórczość[1]
- zbiór poetycki Pieśni i piosenki (1873)
- powieść Hrabina Elodia (1873)
- powieść Nic nowego pod słońcem (1876)
- komedia Córka elegantki (wys. 1877)
- komedia Szczeście Walusia (wys. 1878)
- powieść Nataniela (1878)
- powieść Na przebój (1889)